# Varginha
Varginha város Brazíliában, Minas Gerais államban. Lakosainak száma 136 467 fő (2022). Varginha Três Corações, Carmo da Cachoeira, Três Pontas, Elói Mendes és Monsenhor Paulo községekkel határos.

## Népesség
A település népességének változása:
| Lakosok száma | 108 998 | 116 093 | 123 081 | 137 608 | 136 467 |
|               | 2000    | 2007    | 2010    | 2021    | 2022    |